# Unione Sportiva Fiorenzuola 1922 1998-1999
Questa pagina raccoglie le informazioni riguardanti l'Unione Sportiva Fiorenzuola 1922 nelle competizioni ufficiali della stagione 1998-1999.

## Stagione
Nella stagione 1998-1999 il Fiorenzuola disputa il quarto campionato della sua storia in Serie C2, il primo dopo un quinquennio in Serie C1.
Prima dell'inizio della stagione i rossoneri firmano con il Genoa un accordo di collaborazione della durata di tre anni che prevede la possibilità per i liguri di acquisire dai rossoneri due giocatori a stagione, in cambio la società ligure si impegna a coprire al 50% il disavanzo del bilancio annuale del Fiorenzuola.
Il nuovo allenatore, scelto nell'ambito dell'accordo col Genoa, viene individuato in Gregorio Mauro, fratello del presidente genoano Massimo, al debutto su una panchina professionistica. Lo stesso metodo viene impiegato anche nella scelta del direttore sportivo Maurizio Caradonna.
In campionato il Fiorenzuola milita nel girone A, mentre in Coppa Italia Serie C viene inserito nel girone B insieme a Alessandria, Voghera, Pro Patria e Saronno, quest'ultima militante in Serie C1.
La prima partita stagionale si gioca il 23 agosto ed è la prima giornata del girone di Coppa con i rossoneri che sono battuti in casa per 2-1 dal Saronno. Nelle due successive partite i rossoneri ottengono due pareggi, venendo così eliminati in anticipo dalla competizione, chiudendo infine il girone al secondo posto dietro al Saronno.
La prima giornata di campionato, il 6 settembre, è la sfida casalinga contro la Pro Vercelli, vinta per 1-0 con rete di Dosi. Nelle due giornate successive arrivano altre due vittorie, contro Borgosesia e Cremapergo che proiettano i rossoneri in testa alla classifica.
I rossoneri restano imbattuti fino alla decima giornata quando, dopo quattro vittorie e cinque pareggi, sono sconfitti a domicilio dalla Pro Patria per 2-0. Questa sconfitta sarà anche l'unica di tutto il girone d'andata: nelle successive sette giornate i valdardesi ottengono quattro vittorie e tre pareggi chiudendo la prima metà di stagione al secondo posto con 32 punti, dietro solo al Pisa.
Nel girone di ritorno, a causa soprattutto di problemi nella fase realizzativa, il rendimento dei rossoneri cala: nelle prime nove giornate arriva una sola vittoria, contro il Borgosesia, insieme a quattro pareggi e tre sconfitte, contro Alessandria, Viareggio e AlbinoLeffe. Nella partita casalinga con lo Spezia (terminata 1-1) l'arbitro viene aggredito dai tifosi rossoneri e la sua vettura danneggiata: il Fiorenzuola riceve una multa di tre milioni di lire, e vengono squalificati l'allenatore Mauro (per un mese), Ferraresso, Consonni e il medico sociale Tamarri.
Il 14 marzo, in occasione della partita contro il Mantova vinta per 2-1, il Fiorenzuola taglia il traguardo delle 300 partite tra i professionisti.
Ormai fuori dalla lotta per la prima posizione il Fiorenzuola arriva alla penultima giornata ancora in lotta per l'accesso ai play-off: i rossoneri perdono per 1-0 sul campo della Pro Sesto, venendo scavalcati dall'AlbinoLeffe ed uscendo dai play-off. Nell'ultima giornata contro il Prato i valdardesi, vincendo, possono ancora sperare di rientrare nei play-off. Per rallentare l'inizio del secondo tempo ed avere modo di conoscere i risultati finali degli altri campi, durante l'intervallo vengono fatte tagliare le reti delle porte determinando un ritardo di circa quindici minuti. Sul campo il Fiorenzuola si trova a condurre sul 2-1, ma nel finale i roscani riescono a ristabilire la parità, relegando il Fiorenzuola al sesto posto, fuori dalla zona play-off.
A fine stagione i giocatori più presenti in campionato sono Miccoli e Conca con 32 presenze, mentre i più prolifici sono Dosi e Ferraresso con 9 reti a testa.

## Organigramma societario
Area direttiva
- Presidente: Antonio Villa
- Vicepresidente: Roberto Bricchi

Area tecnica
- Direttore sportivo: Maurizio Caradonna[2]
- Allenatore: Gregorio Mauro
- Allenatore in seconda: Igor Charalambopoulos[4]

## Rosa
Sono in corsivo i giocatori che hanno lasciato la società durante la stagione.
| N. |                   | Ruolo | Calciatore              |
| -- | ----------------- | ----- | ----------------------- |
|    | Italia (bandiera) | P     | Davide Bertaccini       |
|    | Italia (bandiera) | P     | Ettore Gandini          |
|    | Italia (bandiera) | P     | Alessandro Testaferrata |
|    | Italia (bandiera) | P     | Jonathan Zappieri       |
|    | Italia (bandiera) | D     | Fabrizio Anzalone       |
|    | Italia (bandiera) | D     | Ivano Cardarelli        |
|    | Italia (bandiera) | D     | Davide Della Bianchina  |
|    | Italia (bandiera) | D     | Andrea Gorrini          |
|    | Italia (bandiera) | D     | Paolo Grossi            |
|    | Italia (bandiera) | D     | Daniele Marcucci        |
|    | Italia (bandiera) | D     | Francesco Miccoli       |
|    | Italia (bandiera) | D     | Emanuele Piciaccia      |
|    | Italia (bandiera) | C     | Alec Bolla              |

| N. |                   | Ruolo | Calciatore             |
| -- | ----------------- | ----- | ---------------------- |
|    | Italia (bandiera) | C     | Bruno Conca (capitano) |
|    | Italia (bandiera) | C     | Luigi Consonni         |
|    | Italia (bandiera) | C     | Piero Ferraresso       |
|    | Italia (bandiera) | C     | Emanuele Liberti       |
|    | Italia (bandiera) | C     | Andrea Quaresmini      |
|    | Italia (bandiera) | C     | Leandro Vessella       |
|    | Italia (bandiera) | A     | Gino Clementi          |
|    | Italia (bandiera) | A     | Tiziano D'Isidoro      |
|    | Italia (bandiera) | A     | Luca Dosi              |
|    | Italia (bandiera) | A     | Federico Lauria        |
|    | Italia (bandiera) | A     | Saverio Luciani        |
|    | Italia (bandiera) | A     | Giuseppe Niola         |
|    | Italia (bandiera) | A     | Enea Parma             |

## Calciomercato

### Sessione estiva
Durante la sessione estiva del calciomercato la squadra viene completamente rivista: sono confermati i soli Consonni, Ferraresso e Testaferrata, oltre al giovane Parma. Nell'ambito della collaborazione col Genoa lasciano i rossoneri per la Liguria Bolla e Di Muri. Il portiere Fabbri si accasa alla Ternana, lasciano i difensori Farris (all'Avellino), Milana (al Messina), Pioli, che resta svincolato e chiuderà poi la carriera tra i dilettanti, Tiozzo (al Porto Viro) e Sala (al Lecco). Tra i centrocampisti lasciano Lunardon, Mazzoleni e Terracciano, ceduti rispettivamente a Brescello, Cittadella e Carrarese. Toni torna all'Empoli che ne riscatta la comproprietà, Micciola passa al Gualdo e Millesi al Chieti.
Tra i neoarrivati spicca il gruppo proveniente dal Genoa in virtù dell'accordo: i difensori Anzalone (in prestito) e Della Bianchina e l'attaccante Luciani. Un altro gruppo di giocatori arriva dalla Fermana, da dove proviene il neo-ds del Genoa Gianni Rosati: il portiere Bertaccini e i difensori Grossi e Miccoli. Gorrini rientra dal prestito al Leffe e Piciaccia viene prelevato dal Varese. A centrocampo arrivano Conca dal Ravenna, Liberti dal Tolentino, Quaresmini dalla Solbiatese e Vessella dal Baracca Lugo. In attacco arrivano Clementi dal Tolentino, Dosi dalla Juventus, oltre a Lauria che rientra dal prestito al Castel San Pietro.
| Acquisti | Acquisti               | Acquisti          | Acquisti      |
| R.       | Nome                   | da                | Modalità      |
| -------- | ---------------------- | ----------------- | ------------- |
| P        | Davide Bertaccini      | Fermana           |               |
| D        | Fabrizio Anzalone      | Genoa             | prestito      |
| D        | Davide Della Bianchina | Genoa             |               |
| D        | Andrea Gorrini         | Leffe             | fine prestito |
| D        | Paolo Grossi           | Fermana           |               |
| D        | Francesco Miccoli      | Fermana           |               |
| D        | Emanuele Piciaccia     | Varese            |               |
| C        | Bruno Conca            | Ravenna           |               |
| C        | Emanuele Liberti       | Tolentino         |               |
| C        | Andrea Quaresmini      | Solbiatese        |               |
| C        | Leandro Vessella       | Baracca Lugo      |               |
| A        | Gino Clementi          | Tolentino         |               |
| A        | Luca Dosi              | Juventus          |               |
| A        | Federico Lauria        | Castel San Pietro | fine prestito |
| A        | Saverio Luciani        | Genoa             |               |

| Cessioni | Cessioni            | Cessioni   | Cessioni                 |
| R.       | Nome                | a          | Modalità                 |
| -------- | ------------------- | ---------- | ------------------------ |
| P        | Paolo Fabbri        | Ternana    |                          |
| D        | Augusto Di Muri     | Genoa      |                          |
| D        | Massimiliano Farris | Avellino   |                          |
| D        | Manuel Milana       | Messina    |                          |
| D        | Stefano Pioli       |            | svincolato               |
| D        | Matteo Tiozzo       | Porto Viro |                          |
| D        | Roberto Sala        | Lecco      |                          |
| C        | Alec Bolla          | Genoa      |                          |
| C        | Federico Lunardon   | Brescello  |                          |
| C        | Achille Mazzoleni   | Cittadella |                          |
| C        | Antonio Terracciano | Carrarese  |                          |
| A        | Francesco Micciola  | Gualdo     |                          |
| A        | Orazio Millesi      | Chieti     |                          |
| A        | Luca Toni           | Empoli     | risoluzione comproprietà |

### Sessione autunnale-invernale
Nella sessione autunno-invernale continuano gli arrivi di giocatori provenienti dal Genoa (il difensore Marcucci, il rientrante centrocampista Bolla e l'attaccante Niola) e dalla Fermana (il difensore Cardarelli), oltre a loro arrivano in rossonero il portiere Gandini dal Novara e l'attaccante D'Isidoro dal Benevento. Lasciano Fiorenzuola gli attaccanti Clementi e Lauria, rispettivamente al Frosinone e al Baracca Lugo, il secondo in prestito.
| Acquisti | Acquisti          | Acquisti  | Acquisti |
| R.       | Nome              | da        | Modalità |
| -------- | ----------------- | --------- | -------- |
| P        | Ettore Gandini    | Novara    |          |
| D        | Ivano Cardarelli  | Fermana   |          |
| D        | Daniele Marcucci  | Genoa     |          |
| C        | Alec Bolla        | Genoa     |          |
| A        | Tiziano D'Isidoro | Benevento |          |
| A        | Giuseppe Niola    | Genoa     |          |

| Cessioni | Cessioni           | Cessioni     | Cessioni |
| R.       | Nome               | a            | Modalità |
| -------- | ------------------ | ------------ | -------- |
| D        | Gianfranco Circati | Perth Glory  |          |
| D        | Giuseppe Vecchio   | Sanremese    |          |
| A        | Gino Clementi      | Frosinone    |          |
| A        | Federico Lauria    | Baracca Lugo | prestito |

### Trasferimenti fuori dalle sessioni di mercato
| Acquisti | Acquisti | Acquisti | Acquisti |
| R.       | Nome     | da       | Modalità |
| -------- | -------- | -------- | -------- |

| Cessioni | Cessioni                | Cessioni  | Cessioni |
| R.       | Nome                    | da        | Modalità |
| -------- | ----------------------- | --------- | -------- |
| P        | Alessandro Testaferrata | Carrarese |          |

## Risultati

### Campionato

#### Girone di andata
| 6 settembre 1998 1ª giornata | Fiorenzuola | 1 – 0 | Pro Vercelli |  |

| 13 settembre 1998 2ª giornata | Borgosesia | 0 – 4 | Fiorenzuola |  |

| 20 settembre 1998 3ª giornata | Fiorenzuola | 1 – 0 | Cremapergo |  |

| 27 settembre 1998 4ª giornata | Pontedera | 0 – 0 | Fiorenzuola |  |

| 4 ottobre 1998 5ª giornata | Fiorenzuola | 1 – 1 | Alessandria |  |

| 11 ottobre 1998 6ª giornata | Viareggio | 1 – 1 | Fiorenzuola |  |

| 18 ottobre 1998 7ª giornata | Spezia | 1 – 2 | Fiorenzuola |  |

| 25 ottobre 1998 8ª giornata | Fiorenzuola | 0 – 0 | AlbinoLeffe |  |

| 1º novembre 1998 9ª giornata | Mantova | 0 – 0 | Fiorenzuola |  |

| 8 novembre 1998 10ª giornata | Fiorenzuola | 0 – 2 | Pro Patria |  |

| 22 novembre 1998 11ª giornata | Sanremese | 0 – 2 | Fiorenzuola |  |

| 29 novembre 1998 12ª giornata | Fiorenzuola | 1 – 0 | Novara |  |

| 6 dicembre 1998 13ª giornata | Voghera | 1 – 1 | Fiorenzuola |  |

| 13 dicembre 1998 14ª giornata | Fiorenzuola | 2 – 2 | Pisa |  |

| 20 dicembre 1998 15ª giornata | Biellese | 0 – 1 | Fiorenzuola |  |

| 23 dicembre 1998 16ª giornata | Fiorenzuola | 1 – 1 | Pro Sesto |  |

| 6 gennaio 1999 17ª giornata | Prato | 0 – 1 | Fiorenzuola |  |

#### Girone di ritorno
| 10 gennaio 1999 18ª giornata | Pro Vercelli | 2 – 2 | Fiorenzuola |  |

| 17 gennaio 1999 19ª giornata | Fiorenzuola | 1 – 0 | Borgosesia |  |

| 17 gennaio 1999 20ª giornata | Cremapergo | 1 – 1 | Fiorenzuola |  |

| 31 gennaio 1999 21ª giornata | Fiorenzuola | 0 – 0 | Pontedera |  |

| 7 febbraio 1999 22ª giornata | Alessandria | 2 – 1 | Fiorenzuola |  |

| 14 febbraio 1999 23ª giornata | Fiorenzuola | 3 – 4 | Viareggio |  |

| 28 febbraio 1999 24ª giornata | Fiorenzuola | 1 – 1 | Spezia |  |

| 7 marzo 1999 25ª giornata | AlbinoLeffe | 3 – 1 | Fiorenzuola |  |

| 14 marzo 1999 26ª giornata | Fiorenzuola | 2 – 1 | Mantova |  |

| 21 marzo 1999 27ª giornata | Pro Patria | 1 – 1 | Fiorenzuola |  |

| 28 marzo 1999 28ª giornata | Fiorenzuola | 1 – 0 | Sanremese |  |

| 11 aprile 1999 29ª giornata | Novara | 1 – 0 | Fiorenzuola |  |

| 18 aprile 1999 30ª giornata | Fiorenzuola | 1 – 0 | Voghera |  |

| 25 aprile 1999 31ª giornata | Pisa | 0 – 0 | Fiorenzuola |  |

| 2 maggio 1999 32ª giornata | Fiorenzuola | 1 – 0 | Biellese |  |

| 9 maggio 1999 33ª giornata | Pro Sesto | 1 – 0 | Fiorenzuola |  |

| 16 maggio 1999 34ª giornata | Fiorenzuola | 2 – 2 | Prato |  |

## Statistiche

### Statistiche di squadra
| Competizione         | Punti | Totale | Totale | Totale | Totale | Totale | Totale | DR  |
| Competizione         | Punti | G      | V      | N      | P      | Gf     | Gs     | DR  |
| -------------------- | ----- | ------ | ------ | ------ | ------ | ------ | ------ | --- |
| Serie C2             | 54    | 34     | 13     | 15     | 6      | 37     | 28     | +9  |
| Coppa Italia Serie C |       | 4      | 1      | 2      | 1      | 5      | 4      | +1  |
| Totale               |       | 38     | 14     | 17     | 7      | 42     | 32     | +10 |

### Statistiche dei giocatori
Statistiche dei giocatori 
| Giocatore          | Serie C2 | Serie C2 | Coppa Italia Serie C | Coppa Italia Serie C | Totale   | Totale |
| Giocatore          | Presenze | Reti     | Presenze             | Reti                 | Presenze | Reti   |
| ------------------ | -------- | -------- | -------------------- | -------------------- | -------- | ------ |
| F. Anzalone        | 2        | 0        | ?                    | 0                    | 2+       | 0      |
| D. Bertaccini      | 25       | -15      | ?                    | -?                   | 25+      | -15+   |
| A. Bolla           | 24       | 0        | -                    | -                    | 24       | 0      |
| I. Cardarelli      | 22       | 0        | -                    | -                    | 22       | 0      |
| B. Conca           | 32       | 1        | ?                    | 0                    | 32+      | 1      |
| L. Consonni        | 31       | 1        | ?                    | 0                    | 31+      | 1      |
| D. Della Bianchina | 8        | 0        | ?                    | 0                    | 8+       | 0      |
| T. D'Isidoro       | 10       | 4        | -                    | -                    | 10       | 4      |
| L. Dosi            | 28       | 9        | ?                    | 1                    | 28+      | 10     |
| P. Ferraresso      | 29       | 9        | ?                    | 2                    | 29+      | 11     |
| E. Gandini         | 8        | -13      | -                    | -                    | 8        | -13    |
| A. Gorrini         | 24       | 1        | ?                    | 0                    | 24+      | 1      |
| P. Grossi          | 27       | 1        | ?                    | 0                    | 27+      | 1      |
| F. Lauria          | 5        | 0        | ?                    | 1                    | 5+       | 1      |
| E. Liberti         | 13       | 0        | ?                    | 0                    | 13+      | 0      |
| S. Luciani         | 28       | 1        | ?                    | 0                    | 28+      | 1      |
| D. Marcucci        | 27       | 3        | -                    | -                    | 27       | 3      |
| F. Miccoli         | 32       | 1        | ?                    | ?                    | 32+      | 1+     |
| G. Niola           | 13       | 2        | -                    | -                    | 13       | 2      |
| E. Parma           | 19       | 1        | ?                    | 1                    | 19+      | 2      |
| E. Piciaccia       | 4        | 0        | ?                    | 0                    | 4+       | 0      |
| A. Quaresmini      | 23       | 1        | ?                    | 0                    | 23+      | 1      |
| A. Testaferrata    | 2        | -0       | ?                    | -?                   | 2+       | -0+    |
| L. Vessella        | 29       | 2        | ?                    | 0                    | 29+      | 2      |
| J. Zappieri        | 1        | -1       | ?                    | -?                   | 1+       | -1+    |